# La Fassina (Sant Pere de Ribes)
La Fassina és una obra de Sant Pere de Ribes (Garraf) protegida com a Bé Cultural d'Interès Local.

## Descripció
Masia situada a garbí del nucli de Ribes, prop de l'Hospital Sant Camil. És un edifici compost de dos volums rectangulars adossats en forma de "V". Els dos volums consten de planta baixa i pis i tenen la coberta a una sola vessant que desaigua a la façana. El frontis del volum principal té dos portals d'arc pla de factura moderna, sobre els quals hi ha diverses finestres d'arc pla ceràmic. El mateix tipus de finestra es repeteix a la façana de gregal. El segon volum presenta obertures d'arc pla arrebossat a la planta baixa i al pis. El volum principal es manté amb l'arrebossat original, amb un revestiment modern de pedra a la planta baixa del frontis, i el secundari té l'acabat exterior arrebossat i pintat de color blanc. A les façanes de mestral i garbí hi ha adossats cossos d'un sol nivell d'alçat.

## Història
Algunes fonts indiquen que aquesta masia havia estat l'indret on es recaptaven els delmes i primícies de Ribes.